# Лаврентий (Князев)
Епископ Лавре́нтий (в миру Евге́ний Ива́нович Кня́зев; 2 (14) июля 1877, Кашира, Тульская губерния — 6 ноября 1918, Нижний Новгород) — епископ Балахнинский Русской православной церкви, викарий Нижегородской епархии.
Причислен к лику святых Русской православной церкви в августе 2000 году.

## Биография
Родился 2 июля 1877 года в городе Кашире Тульской губернии в семье купца Ивана Ивановича Князева; его мать, Екатерина Васильевна, в девичестве Преображенская, была дочерью священника Василия Петровича Преображенского, который служил на разных сельских приходах Тульской губернии. 3 июля в каширском кафедральном Успенском соборе над младенцем было совершено таинство крещения, с наречением ему имени Евгений.
Старший сын Князевых Иван после окончания духовной семинарии был рукоположён в сан диакона, но скончался в молодых летах. Ещё двое сыновей — Михаил и Георгий — «из-за слабости от рождения» умерли в младенческом возрасте. 13 июля 1878, когда Евгению был всего год, скончался от апоплексического удара его отец. Таким образом, Евгений остался единственным сыном у матери-вдовы.
В 1887—1891 годах обучался в Венёвском духовном училище, затем поступил в Тульскую духовную семинарию.
В 1902 году окончил Санкт-Петербургскую духовную академию со степенью кандидата богословия за сочинение «Взаимоотношение между благочестием человека и его судьбою по учению Псалтири» и с правом соискания степени магистра богословия без нового устного испытания.

### На преподавательской работе

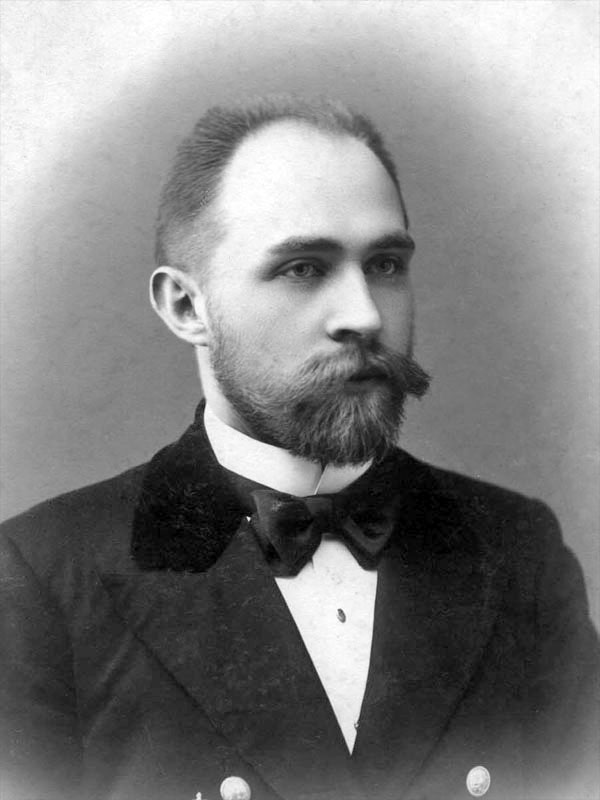

6 февраля 1903 года назначен преподавателем Священного Писания Ветхого Завета в Таврической духовной семинарии. 8 июля стал делопроизводителем Таврического епархиального комитета Православного миссионерского общества.
С 18 марта 1904 года — член епархиального цензурно-проповеднического комитета.
24 мая 1907 года назначен инспектором Таврической духовной семинарии.
С января 1908 года — казначей попечительства для вспомоществования бедным воспитанникам при Трёхсвятительской церкви Таврической духовной семинарии.
6 сентября 1909 года стал членом совета Симферопольского Александро-Невского братства.
28 января 1912 года на Валааме пострижен в монашество архиепископом Сергием (Страгородским) с наречением имени Лаврентий, 30 января в Выборге тем же архиереем рукоположён в сан иеродиакона, а 5 февраля тем же архиереем — во иеромонаха.
28 февраля 1912 года назначен ректором Литовской духовной семинарии и настоятелем Виленского Свято-Троицкого монастыря, а 17 марта возведён в сан архимандрита.
В 1912—1915 годах — ответственный редактор «Вестника Виленского Свято-Духовского братства».

### Епископ Балахнинский
28 января 1917 года император Николай II утвердил доклад Святейшего Синода «о быти ректору Литовской духовной семинарии Лаврентию епископом Балахнинским, викарием Нижегородским с тем, чтобы наречение и хиротония его во епископа были произведены в Нижнем Новгороде». Ходатайствовал перед Святейшим Синодом о рукоположении архимандрита Лаврентия в сан епископа архиепископ Тихон (Беллавин).
18 февраля того же года, в 12 часов дня, в Крестовой церкви состоялось наречение архимандрита Лаврентия во епископа Балахнинского, которое совершили: архиепископ Литовский и Виленский Тихон (Беллавин), архиепископ Нижегородский и Арзамасский Иоаким (Левитский), епископ Орловский и Севский Макарий (Гневушев) и епископ Михайловский Амвросий (Смирнов).
19 февраля 1917 года в Спасо-Преображенском кафедральном соборе Нижнего Новгорода теми же епископами совершена хиротония архимандрита Лаврентия во епископа Балахнинского, викария Нижегородской епархии. Присутствовавший на наречении и хиротонии епископа Лаврентия архимандрит Варнава (Беляев) сообщал в письме родным в феврале 1917 года: «Нового епископа хиротонисали. <…> Человек благочестивый, смиренный, каких мало».
По традиции одновременно с возведением в сан епископа и назначением на Балахнинскую кафедру Лаврентий был назначен на должность настоятеля нижегородского Вознесенского Печерского монастыря. Оказался предпоследним епископом, хиротонисанным при Николае II (последний стал Феофан (Ильменский), хиротонисанный через неделю).
С лета 1917 года временно управлял Нижегородской епархией ввиду отсутствия правящего архиерея, который уехал в Москву на Поместный собор и больше в Нижний Новгород не вернулся.
В качестве почётного гостя участвовал в II Всероссийском единоверческом съезде, прошедшем с 23 по 29 июля 1917 года в Нижнем Новгороде.
В 1917 году благословил создание Спасо-Преображенского братства по возрождению церковно-общественной жизни. Был учеником и духовным другом оптинских старцев. 3 апреля 1918 года писал Патриарху Тихону: «…дела, дела, просители, посетители задавили, и главное, что со дня хиротонии всё один и один… А тут ещё приходится себе повторять пословицу: от сумы да от тюрьмы не отрекайся… Но что делать? Надо уж видно нести такой крест, пока Господь дает силы».
Часто служил и проповедовал. Три последние свои проповеди заканчивал одними и теми же словами: «Возлюбленные братья и сестры, мы переживаем совсем особое время — всем нам предстоит исповедничество, а некоторым и мученичество».
7 июня 1918 года состоялся съезд духовенства Нижегородской епархии. Съезд принял постановление с протестом против изъятия у церкви храмов, монастырей и церковного имущества. Было составлено соответствующее воззвание к пастве, которое подписали епископ Лаврентий как председатель съезда, настоятель собора протоиерей Алексей Порфирьев как секретарь собрания и бывший губернский предводитель Нижегородского дворянства Алексей Борисович Нейдгардт.
В течение августа 1918 года были арестованы около 700 бывших офицеров и жандармов. Расстреляны наместник Оранского монастыря архимандрит Августин, настоятель Казанской церкви протоиерей Николай Орлов и другие — всего 41 человек. Узнав об их гибели, епископ Лаврентий в Печерском монастыре совершил соборно с братией панихиду о упокоении душ убиенных. 23 августа он написал Патриарху Тихону: «Чувствую большое утомление и усталость от столь тяжелого, но лежащего на моих одиноких плечах бремени… Оставаясь один на епархии в такое трудное и исключительное время, каждый день и почти каждый час приходится принимать вести одну тревожнее другой…»

### Арест и расстрел
3 сентября 1918 года арестован чекистами. Ему было разрешено служить в тюремной церкви. В свободное время, находясь в камере, непрестанно молился. Ему и двум другим подписавшим воззвание был инкриминирован призыв к вооружённому восстанию (на основании того, что в тексте документа были приведены слова апостола «облецитесь во всеоружие Божие»). Все трое были приговорены к смерти, причём священнослужителям для сохранения жизни предложили отказаться от сана. Это предложение смертники не приняли.
8 (21) октября 1918 года указом Патриарха Тихона освобождён от временного управления Нижегородской епархии.
Перед смертью причастился сам и причастил отца Алексея (Нейдгардта содержали отдельно). Перед смертью молился с воздетыми руками.
Казнь совершилась 6 ноября 1918 года в городском Почаинском овраге. Солдаты отказались стрелять в епископа, и приговор привели в исполнение латышские стрелки. Тела расстрелянных были сброшены в Волгу.

## Канонизация и почитание
В 1981 году решением Архиерейского Собора Русской православной церкви заграницей канонизирован в лике священномученика со включением Собор новомучеников и исповедников Российских с установлением памяти 24 октября.
Причислен к лику святых Новомучеников и Исповедников Российских на юбилейном Архиерейском соборе Русской православной церкви в августе 2000 года для общецерковного почитания. Вместе с ним были канонизированы протоиерей Алексей Порфирьев и Алексей Нейдгардт.
7 ноября 2003 года на берегу реки Оки, у подножия старейшего Благовещенского мужского монастыря собрались сотни молодых людей из Москвы, Санкт-Петербурга, Владимира, Калуги, Сарова, Hижнего Новгорода, чтобы поклониться памяти новомучеников-нижегородцев: епископа Балахнинского Лаврентия, протоиерея Алексия Порфирьева, губернского предводителя нижегородского дворянства А. Б. Нейдгардта.
6 ноября 2015 года в соборной церкви в честь Рождества Христова города Балахны состоялось соборное богослужение в память священномученика Лаврентия, епископа Балахнинского. В богослужении, которое возглавил благочинный священник Михаил Минюхин, приняло участие все духовенство благочиния.

## Сочинения
- Письмо к А. Ф. Керенскому // ГАРФ. — Ф. 1791. — Оп. 2. — Д. 608. — Л. 46;
- Письма // http://lavrentiy.orthodoxy.ru/letters01.htm;
- Торжество открытия св. мощей прп. Серафима Саровского чудотворца; Чудеса веры Христовой // Таврические ЕВ. — 1903. — № 17—18;
- Поучение в неделю Крестопоклонную // Таврические ЕВ. — 1905. № 8;
- Нестроения современной жизни в связи с вопросом о воспитании // Таврические ЕВ. — 1906. — № 5—7;
- Речи // Нижегородский церковно-общественный вестник. — 1907. — № 26—27;
- По поводу богословствования наших «освободителей» // Нижегородский церковно-общественный вестник. — 1910. — № 4;
- Слово в день памяти Святителя и Чудотворца Николая // Вестник Виленского православного Св.-Духовского братства. — 1913. — № 23;
- Поучение перед новогодним молебном; Поучение по случаю войны; О путях промысла Божия в судьбах народов и в передаваемой войне // Вестник Виленского православного Св.-Духовского братства. — 1914. — № 1/2, 15/16, 25;
- Речь при освящении юбилейной иконы в память 300-летия царствования дома Романовых; Необходимо слушаться пастырей и учителей духовных // Вестник Виленского православного Св.-Духовского братства. — 1915. — № 1—2;
- Речь при наречении во епископа; Слово по прочтении Высочайшего манифеста // Нижегородский церковно-общественный вестник. — 1917. — № 6, 9;
- Христово Воскресение и новая жизнь // Братолюбие да пребывает. — Нижний Новгород, 1917.